# How to Succeed in Business Without Really Trying
How to Succeed in Business Without Really Trying ist ein Pulitzer-Preis-prämiertes Musical mit der Musik und den Gesangstexten von Frank Loesser. Das Buch stammt von Abe Burrows und basiert auf Jack Weinstocks und Willie Gilberts dramatischer Adaption eines Karriere-Ratgebers gleichen Namens (deutscher Titel: Wie man Karriere macht ohne sich anzustrengen) von Shepherd Mead. Die Show wurde von Cy Feuer und Ernest Martin in Zusammenarbeit mit Frank Loessers Produktionsgesellschaft produziert, die Regie führte Abe Burrows. Verantwortlich für die Choreografie war Bob Fosse. Die Uraufführung fand am 14. Oktober 1961 im 46th Street Theatre in New York statt. Das Musical hatte 1417 Aufführungen.
Wichtige Aufführungen
Die Eröffnung im Londoner West End war am 28. März 1963 im Shaftesbury Theatre; das Musical wurde dort 520-mal aufgeführt. Die deutschsprachige Erstaufführung fand am 21. Dezember 1965 im Theater an der Wien in Wien unter der Intendanz von Rolf Kutschera statt. Die Übersetzung stammte von Robert Gilbert und Gerhard Bronner. Harald Juhnke und Theo Lingen spielten die Hauptrollen, das Stück kam 62-mal zur Aufführung.
Das erste Broadway Revival gab es 1995 am Richard Rodgers Theatre in New York (ehemaliges 46th Street Theatre). Es wurde 548-mal aufgeführt. Zu ihrem 50. Jubiläum wurde die Show am 27. März 2011 im New Yorker Al Hirschfeld Theatre von Rob Ashford neu inszeniert und choreografiert. In den Hauptrollen waren bis Januar 2012 Daniel Radcliffe und John Larroquette zu sehen. Seit 24. Januar 2012 wird die Hauptrolle des J. Pierpont Fintch von Nick Jonas und die Rolle von J. B. Biggley von Beau Bridges gespielt.

## Handlung
Ort und Zeit: Gebäude der World Wide Wicket Company in New York City zur Zeit der Entstehung des Stückes.

### 1. Akt
Eigentlich müsste J. Pierrepont Finch mit dem Putzen der Fenster des „World Wide Wicket Company“-Gebäudes beschäftigt sein, ihm gerät jedoch der Karriere-Ratgeber „Wie man etwas wird im Leben, ohne sich anzustrengen“ in die Hände (How To Succeed). Mit diesem begibt er sich beherzt in das Gebäude und stößt bei seiner Suche nach dem Personalbüro mit dem Präsidenten des Unternehmens J.B. Biggley zusammen. Die Sekretärin Rosemary Pilkington sieht den Vorfall und hilft Finch aus der Patsche. Ihre Sympathie verschafft ihm fortan ein freundliches Klima in den Vorzimmern der Führungskräfte und den Zugang zu Informationen über diese.
Durch Rosemarys Hilfe und die geschickte Nennung J.B. Biggleys gegenüber dem Personalchef Bert Bratt bekommt Finch seinen ersten Job in der Poststelle des Unternehmens. Einer seiner Kollegen und Konkurrenten dort ist Bud Frump, Biggleys Neffe, der auf eine Beförderung durch die familiären Beziehungen hofft. In der Poststelle hört sich Finch demütig die Reden des Abteilungsleiters Mr. Twimble an (The Company Way) und wird alsbald von diesem für dessen Nachfolge vorgeschlagen. Mit dem Hinweis, dass Bud Frump in dieser Position für das Unternehmen nützlicher wäre, lehnt Finch das Angebot ab. Finchs Uneigennützigkeit erregt die Aufmerksamkeit der Geschäftsleitung, woraufhin Milt Gatch, Vizepräsident, ihn als seinen Assistenten einstellt. Finch und Rosemary interessieren sich füreinander, trauen sich aber nicht, den jeweils anderen darauf anzusprechen. Smitty, Bratts Sekretärin, beobachtet die beiden nach der Arbeit und möchte sie zu einem romantischen Dinner-Date bringen (Been a Long Day).
Finch horcht Biggleys Sekretärin Miss Jones über den Chef aus und bemüht sich mit diesen Informationen um Biggleys Aufmerksamkeit. Er spielt den Tüchtigen, nährt die Annahme Biggleys, er habe dieselbe Elite-Universität besucht und täuscht gleiche Interessen vor. Das bringt ihm ein eigenes Büro und Hedy La Rue, Biggleys Geliebte, als Sekretärin ein. Hedy ist eine sehr attraktive Frau, die mit ihren Reizen zu spielen weiß. Als Sekretärin ist sie jedoch nicht sonderlich begabt. Gegen Gatch, der als Schürzenjäger bekannt ist, intrigiert er, indem er ihm Hedy vorbeischickt – wenig später sitzt Finch auf Gatchs Posten. Rosemary ist für den neuen Werbechef Ovington tätig, für den ein Empfang gegeben wird. Bud Frump lockt Finch während der Party in Biggleys Büro, wo Hedy auf ihn wartet, um ihn zu küssen. Er kann sich aus ihrer Umklammerung befreien, Rosemary sieht das und versucht ihm zu helfen. Daraufhin macht ihr Finch einen Heiratsantrag (Rosemary). Als Biggley in sein Büro kommt, findet er nicht, wie von Frump geplant Hedy mit Finch, sondern Rosemary und Finch vor. Da Ovington nicht Biggleys American-Football-Mannschaft favorisiert, sondern deren Erzrivalen, wird er sofort gefeuert. Seinen Posten bekommt nun Finch und Frump geht mal wieder leer aus.

### 2. Akt
Da Finch nun Rosemarys Chef ist, will sie kündigen. Ihrer Meinung nach würde er sie als seine Sekretärin niemals heiraten wollen. Die anderen Kolleginnen können sie jedoch überzeugen zu bleiben. Finchs Handbuch rät ihm, eine brillante Idee zu haben, um sich auf dem neuen Posten zu behaupten. Dazu solle er die nicht realisierten Ideen der Vorgänger durchgehen und sie unter seinem Namen umsetzen. Frump hat dazu einen außergewöhnlichen Vorschlag, der Finch mal wieder schaden soll: eine TV-Schatzsuche mit Versteck in der Zentrale. Die Sache geht schief, das Gebäude wird gestürmt und demoliert. Finchs Karriere scheint am Ende, doch Wally Womper, Aufsichtsratsvorsitzender, dem er seine Kündigung vorlegen muss, hat selbst als Fensterputzer begonnen und sympathisiert daher mit Finch (Brotherhood of Man). Womper möchte mit Hedy La Rue, seiner neuen Frau für längere Zeit auf Reisen gehen und ernennt daher Finch zu seinem Nachfolger. Mit Rosemarys Zustimmung nimmt er die Stelle an. Sie sagt, sie mache keinen Unterschied zwischen Fensterputzer und Direktor.
In die Handlung sind Szenen eingestreut, die den Alltag und Klischees des ‚Big Business‘ persiflieren (Coffee Break, A Secretary Is Not a Toy, I Believe In You).
In der deutschen Fassung von Robert Gilbert und Gerhard Bronner wurden einige der Figuren umbenannt, z. B.: J. Pierrepont Finch (Hannibal Fink); Bud Frump (Fred Strunk); Miss Jones (Frl. Meier); Mr. Twimble (Mr. Shotter). Die Namen wurden zum einen ins Deutsche übertragen, wie z. B. Fräulein Meier, weil man diesen Namen vielleicht mit einer Sekretärin verbindet. Zum anderen beschreiben die Namen den Charakter der jeweiligen Person oder verknüpft die Person direkt mit ihrem Beruf. Dennoch ist die Namensänderung unnötig.

## Besetzung

### Rollen
Die Rollenbesetzung der Uraufführung 1961 war folgendermaßen:
| Personen            | Beschreibung                                          | Besetzung bei UA      | Anforderungen                    |
| ------------------- | ----------------------------------------------------- | --------------------- | -------------------------------- |
| J. Perrepont Finch  | Aufstrebender junger Mann; zunächst Fensterputzer     | Robert Morse          | Komiker, Sänger (Tenor), Tänzer  |
| Rosemary Pilkington | Eine Sekretärin; spätere Freundin von Finch           | Bonnie Scott          | Tiefer Sopran/Mezzosopran        |
| Bud Frump           | Angestellter und Neffe von Biggley; Finchs Konkurrent | Charles Nelson Reilly | Bariton                          |
| J.B. Biggley        | Generaldirektor der World Wide Wicket Company         | Rudy Vallée           | Singender Schauspieler (Bariton) |
| Bert Bratt          | Personalmanager                                       | Paul Reed             |                                  |
| Smitty              | Bratts Sekretärin                                     | Claudette Sutherland  | Mezzosopran                      |
| Hedy LaRue          | Geliebte von Biggley; später Sekretärin von Finch     | Virginia Martin       | Mezzosopran                      |
| Miss Jones          | Biggleys Sekretärin                                   | Ruth Kobart           | Sopran                           |
| Mr. Twimble         | Leiter der Registratur                                | Sammy Smith           | Bariton                          |
| Wally Womper        | Aufsichtsratsvorsitzender                             | ebenfalls Sammy Smith | Bariton                          |
| Stimme des Lesers   |                                                       | Carl Princi           |                                  |

### Orchester
Quelle: Siedhoff
Reedbesetzung:
- Reed 1 (Piccolo, Flöte, Klarinette, Alt-Saxophon)
- Reed 2 (Oboe, Englisch-Horn, Klarinette, Alt-Saxophon)
- Reed 3 (Flöte, Piccolo, Klarinette, Tenor-Saxophon)
- Reed 4 (Klarinette, Bass-Klarinette, Tenor-Saxophon)
- Reed 5 (Klarinette, Bass-Klarinette, Bariton-Saxophon)
- 3 Trompeten, 3 Posaunen, Horn, Pauken, Schlagzeug, Gitarre, Harfe, Streicher, Schreibmaschinen als Bühnenmusik

Kleine Besetzung für 10 Spieler:
Reed 1 bis 4 und 2 Trompeten, Posaune, Schlagzeug, Klavier, Kontrabass

## Musiknummern
How To Succeed In Business Without Really Trying ist in zwei Akte unterteilt und hat 13 Songs, die teilweise noch einmal an anderer Stelle wiederholt werden (Reprise).
| Akt    | Song                                    | Besetzung                                     |
| ------ | --------------------------------------- | --------------------------------------------- |
| 1. Akt | Ouvertüre                               |                                               |
|        | How To Succeed                          | J. Pierrepont Finch                           |
|        | Happy To Keep His Dinner Warm           | Rosemary Pilkington                           |
|        | Coffee Break                            | Smitty, Bud Frump, Chor                       |
|        | Company Way                             | Finch, Twimble                                |
|        | Company Way (Reprise)                   | Frump, Twimble, Alle                          |
|        | A Secretary Is Not A Toy                | Bratt, Frump, Männer(Chor)                    |
|        | Been A Long Day                         | Smitty, Finch, Rosemary                       |
|        | Been A Long Day (Reprise)               | Frump, Biggley, Hedy LaRue                    |
|        | Grand Old Ivy                           | Finch, Biggley                                |
|        | Paris Original                          | Rosemary, Smitty, Miss Jones, Frauen(Chor)    |
|        | Rosemary                                | Finch, Rosemary                               |
|        | Finale Akt I                            | Finch, Rosemary Frump                         |
| 2. Akt | Cinderella Darling                      | Smitty, andere Sekretärinnen                  |
|        | Happy To Keep his Dinner Warm (Reprise) | Rosemary                                      |
|        | Love From A Heart Of Gold               | Biggley, Hedy                                 |
|        | I Believe In You                        | Finch, Männer(Chor)                           |
|        | The Yo Ho Ho                            | Tänzer                                        |
|        | I Believe In You (Reprise)              | Rosemary                                      |
|        | Brotherhood Of Man                      | Finch, Wally Womper, Miss Jones, Männer(Chor) |
|        | Company Way (Finale)                    | Alle                                          |

Cinderella, Darling wurde im Revival 1995 durch How To Succeed (Reprise) ersetzt.
Jeder Song hat seine eigene Persönlichkeit, hebt Stärken und Schwächen der Charaktere hervor und trägt zur Handlung bei bzw. führt diese fort. In How To Succeed stellt Finch einige Kapitel des Ratgebers und somit auch des Musicals vor. Zum Beispiel geht es darum wie man sich um einen Job bewirbt, wie man aus der Poststelle herauskommt oder wie man am besten diktiert. Coffee Break ist ein Song, der seinen Ursprung nicht in Meads Buch hat. Er bedient das allgemeine Denken, dass im Büro viel Kaffee getrunken wird und die Arbeit nicht fortgesetzt werden kann, sollte die Kaffeepause einmal ausfallen oder schlimmer, kein Kaffee mehr da sein. In Company Way erzählt Twimble Finch, dass er schon lange in der Firma arbeitet und dass er immer genau das macht, was von ihm verlangt wird, um nicht aufzufallen. In der Reprise singt Frump darüber, dass er für das gleiche Ziel nur das tut, was Biggley seiner Meinung nach sehen und hören will. A Secretary is Not a Toy appelliert daran, Sekretärinnen ernst zu nehmen und ihre Arbeit zu respektieren. Dies geschieht auf humorvolle Weise, indem unter anderem neben Schreibmaschinen auch Requisiten wie Schreibblöcke, Stifte und Schuhe, als „Instrumente“ genutzt werden. Der Song Been a Long Day ist ein teilweise imaginäres Gespräch zwischen Finch und Rosemary, bei dem Smitty die Vermittlerin ist. Rosemary und Finch mögen sich zwar, sind aber zu schüchtern um direkt miteinander zu reden. Smitty ‚moderiert‘ das Ganze ein wenig und kündigt an, was die beiden denken oder wirklich sagen. Rosemary und Finch denken beide über ein Date nach, was sie aber tatsächlich zueinander sagen sind Belanglosigkeiten und die banale Feststellung, es sei ein langer Tag gewesen. Als Herzstück des Musicals kann I Believe in You angesehen werden. Der Song ist ermutigend und motivierend, weshalb er sowohl in verschiedenen Situationen und Kontexten an unterschiedlichen Schauplätzen gespielt werden als auch für sich alleine (außerhalb des Musicals) stehen kann. Bereits im Musical wird er in zwei unterschiedlichen Kontexten verwendet. Zum einen wird er von dem Song Gotta Stop That Man, den die anderen Männer der Firma singen, umrahmt. Darin singen sie davon, dass sie den weiteren Aufstieg Finchs in der Firma stoppen wollen. Als dieser dazu kommt, fängt er mit I Believe In You an, um zu zeigen, dass er alles hat, was ein erfolgreicher Geschäftsmann haben muss. Bei dem Song handelt es sich um eine Love Ballad-Parodie, weil Finch ihn zu sich selbst im Spiegel singt. Im weiteren Verlauf des Musicals erklingt der Song noch einmal, dann allerdings von Rosemary für Finch gesungen, womit es sich dann um eine wirkliche Love Ballad handelt. Finch wirkt unsicher und sie möchte ihn mit diesem Song motivieren und aufbauen.
Es gibt drei musikalische Kategorien, in die man die Songs anhand ihrer Beschaffenheit (Rhythmus, Tempo, Melodie, Text) einordnen kann:
1. Die Songs in dieser Kategorie haben einen gleichbleibenden Takt, ein exaktes Tempo, eine durchgehende Melodie, direkten Optimismus im Text und erzeugen einen Bewegungsdrang beim Zuhörer. Bsp.: Happy To Keep His Dinner Warm; A Secretary is Not a Toy; Grand Old Ivy.
2. Hier sind die Songs eher jazzinspiriert, haben einen synkopierten Rhythmus, der Melodiefluss wird unterbrochen und sie sind ebenfalls tanzorientiert da stetige Bass-Patterns (Ostinato) ein treibendes Gefühl vermitteln. Bsp.: Been a Long Day; Coffee Break; The Company Way; Brotherhood of Man.
3. In der dritten Kategorie behandeln die Texte weitgehend romantische Themen, die aber auch mit übertriebener Nostalgie dargestellt werden. Die Melodien haben ein entspanntes Tempo und der Rhythmus ist weniger belebt. Bsp.: Rosemary; Paris Original; Love from a Heart of Gold; Cinderella, Darling.

I Believe in You ist nicht eindeutig in eine Kategorie einzuordnen: Das langsame Tempo spricht am ehesten für die dritte Kategorie und der Text aufgrund des Optimismus und der romantischen Inhalte sowohl für die erste als auch für die dritte Kategorie.
Loesser verwendet in diesem Musical einige musikalische Modelle. So sind zum Beispiel mit Grand Old Ivy Marsch und mit Brotherhood of Man Gospel vertreten.

## Entstehung
Das Musical entstand nach Vorlage des gleichnamigen Ratgebers „How To Succeed in Business Without Really Trying“ von Shepherd Mead. Dieses Buch enthält bereits einige Szenarien, Rollen, Hinweise und Dialoge die für die Adaption in ein Musical brauchbar sind. Sie mussten lediglich zu einer zusammenhängenden Geschichte arrangiert werden. Folgende Punkte wurden aus dem Buch übernommen:
- Namen: Finch, Biggley, Bratt, Gatch, Womper, Frump
- Biggleys Alma Mater: Old Ivy
- Wickets Business
- Situationen im Job, die in den Kapiteln "Wie bewerbe ich mich für einen Job?" und "Wie schaffe ich es aus der Poststelle heraus?" zu finden sind.

Durch das Buch waren auch die Wirtschaftsbezüge der Geschichte vorgegeben. Für Abe Burrows, ein Kollege Loessers aus der Produktion Guys and Dolls, waren dafür frühere Kontakte mit Geschäftsleuten wichtig und hilfreich für den Schaffensprozess. Neben der Geschäftswelt sollte auch eine Liebesgeschichte Teil der Handlung werden. Aus diesem Grund kam die Figur der Sekretärin Rosemary mit ins Spiel. Durch die Zusammenarbeit von Loesser und Burrows entstand damit ein Musical mit viel Witz, Komik und Satire. Die Story war für das Publikum dieser Zeit perfekt. Sie ist spöttisch, aber nicht verletzend und beinhaltet alles, von Vetternwirtschaft (The Company Way) bis hin zu College-Verbindungen (Grand Old Ivy).

## Komik
How To Succeed In Business Without Really Trying hat cartoon-artige Elemente, wodurch der Effekt der Komik verstärkt wird:
- übertriebene Gesten
- burlesquer Humor
- stereotype Figuren
- komische Szenen, die an Vaudeville und Zirkusnummer erinnern
- eine Anspielung auf einen Cartoon könnte auch Finchs Job als Fensterputzer sein (erinnert an Stummfilm von Charlie Chaplin und Buster Keaton)

Der Zuschauer entwickelt von Beginn an Sympathie für den gewieften, planenden Protagonisten J. Pierrepont Finch, sodass sich jeder über den Ausgang freut und nur über seine Dreistigkeit lachen kann. Um diesen Effekt zu verstärken wird ihm Bud Frump als eifersüchtiger, intriganter Kontrahent gegenübergestellt, der nur durch familiäre Beziehungen in seine Position kam. Mit Coffee Break hat Loesser einen Song geschaffen, der mit absoluter Übertreibung und Überspitzung arbeitet. Das eigentlich unkomische Thema der Kaffeepause, die wahrscheinlich in jedem Büro zum Tagesablauf gehört, wird zum Auslöser eines totalen Chaos: Es ist kein Kaffee mehr da. Dieser eher traurige Grund, verwandelt die roboterhaften Mitarbeiter im Büro in aufgedrehte koffeinsüchtige Menschen und verursacht so die Komik dieses Songs.

## Verfilmung
Das Musical wurde 1967 unter dem Titel How to Succeed in Business Without Really Trying (deutscher Verleihtitel: Wie man Erfolg hat, ohne sich besonders anzustrengen) von David Swift verfilmt. Im Film fehlen die Songs Cinderella, Darling; Heart of Gold; Happy To Keep His Dinner Warm; Yo Ho Ho. Paris Original erklingt nur als Klavieruntermalung. Robert Morse übernahm auch hier die Rolle des J. Pierrepont Finch und Rudy Vallee die des J.B. Biggley. Rosemary wurde von Michele Lee, Bud Frump von Anthony Teague, Hedy LaRue von Maureen Arthur und Bert Bratt von John Myhers gespielt.

## Auszeichnungen
1962 gewann das Musical 7 Tony Awards in den Kategorien:
- Bestes Musical
- Bester Autor eines Musicals: Burrows, Weinstock, Gilberts
- Bester Hauptdarsteller: Robert Morse
- Bester Nebendarsteller: Charles Nelson Reilly
- Beste Regie: Burrows
- Bester Dirigent und musikalischer Leiter: Elliot Lawrence
- Bester Musical-Produzent: Feuer & Martin

1962 gewann das Musical außerdem den Pulitzer-Preis für Schauspiel, der bis dahin erst viermal an ein Musical vergeben wurde. Dadurch wurde neben dem musikalischen aus das literarische Niveau gewürdigt.

## Diskographie (Auswahl)
- Frank Loesser: How To Succeed In Business Without Really Trying. (= 1961 Original Broadway Cast). CD, RCA Victor Broadway 2003.
- Frank Loesser: How To Succeed In Business Without Really Trying. (New Broady Cast). CD, RCA Victor Broadway 1995.
- Frank Loesser: How To Succeed In Business Without Really Trying. (Broadway Revival Cast u. a. mit Daniel Radcliffe). CD, Verve 2011.

## Filmographie
- Wie man Erfolg hat, ohne sich besonders anzustrengen. [How To Succeed In Business Without Really Trying]. R.: David Swift. USA: Twentieth Century Fox 2006. DVD.